# Kloster Mikkabi
Kloster Mikkabi (jap. 海の星修道院, Umi no Hoshi Shūdōin, dt. „Meerstern-Kloster, Stella-Maris-Kloster“) ist seit 1954 ein japanisches Kloster der Bernhardinerinnen von Esquermes, das sich heute in Itō befindet.

## Geschichte
Drei europäische Bernhardinerinnen des Mutterhauses Kloster La Cessoie gründeten 1954 in Hamamatsu in Japan das Kloster „Maria Meerstern“ (Our Lady Star of the Sea/Stella Maris/Umi-no-hoshi Shudoin) mit Schule und Kindergarten. 1998 wurde das Kloster nach Mikkabi (2005 eingemeindet nach Hamamatsu) an die Nordspitze des Hamana-Sees verlegt. Im Juli 2014 erfolgte die Verlegung nach Itō.